# Bahnstrecke Leipzig-Leutzsch–Leipzig-Wahren
| Ausschnitt der Streckenkarte Sachsen 1915 |                      |                                   |                           |
| Streckennummer: | 6380                 |                                   |                           |
| Streckenlänge: | 3,2 km               |                                   |                           |
| Spurweite: | 1435 mm (Normalspur) |                                   |                           |
| Streckenklasse: | CM4, D4              |                                   |                           |
| Stromsystem: | 15 kV, 16,7 Hz ~     |                                   |                           |
| Streckengeschwindigkeit: | 80 km/h              |                                   |                           |
| |                      |                                   |                           |
| \| \| \| von Großkorbetha \| \| \| \| \| von Zeitz, Gera, Saalfeld \| \| \| \| 0,000 \| Leipzig-Leutzsch \| 105,58 m \| \| \| 0,129 \| DL Rathenaustraße \| 105,84 m \| \| \| 0,307 \| DL Heuweg \| 105,60 m \| \| \| \| nach Leipzig Hbf \| \| \| \| 0,572 \| Flutbrücke \| Flutbrücke \| \| \| 1,259 \| Nahle \| 109,14 m \| \| \| 1,525 \| Neue Luppe \| 111,83 m \| \| \| 2,285 \| Viadukt Wahren \| 119,7 m \| \| \| \| Weiße Elster \| \| \| \| \| Friedrich-Bosse-Straße \| \| \| \| \| Georg-Schumann-Straße \| \| \| \| 2,450 \| Abzw S nach Abzw L (Strecke 6381) \| 121,5 m \| \| \| 2,805 \| EÜ Travniker Straße (B 6) \| EÜ Travniker Straße (B 6) \| \| \| 3,000 \| von Leipzig Hbf \| von Leipzig Hbf \| \| \| 3,140 \| EÜ Linkelstraße \| 126,55 m \| \| \| 3,200 \| Leipzig-Wahren \| Leipzig-Wahren \| \| \| \| nach Magdeburg \| \| |                      |                                   |                           |
| Strecke |                      | von Großkorbetha                  | von Großkorbetha          |
| Abzweig geradeaus und von rechts |                      | von Zeitz, Gera, Saalfeld         | von Zeitz, Gera, Saalfeld |
| Bahnhof | 0,000                | Leipzig-Leutzsch                  | 105,58 m                  |
| Brücke | 0,129                | DL Rathenaustraße                 | 105,84 m                  |
| Brücke | 0,307                | DL Heuweg                         | 105,60 m                  |
| Abzweig geradeaus und nach rechts |                      | nach Leipzig Hbf                  | nach Leipzig Hbf          |
| Brücke | 0,572                | Flutbrücke                        | Flutbrücke                |
| Brücke über Wasserlauf | 1,259                | Nahle                             | 109,14 m                  |
| Brücke über Wasserlauf | 1,525                | Neue Luppe                        | 111,83 m                  |
| Strecke Anfang Hochstrecke | 2,285                | Viadukt Wahren                    | 119,7 m                   |
| |                      | Weiße Elster                      |                           |
| Strecke |                      | Friedrich-Bosse-Straße            | Friedrich-Bosse-Straße    |
| Strecke Ende Hochstrecke |                      | Georg-Schumann-Straße             | Georg-Schumann-Straße     |
| Abzweig geradeaus und nach rechts | 2,450                | Abzw S nach Abzw L (Strecke 6381) | 121,5 m                   |
| Brücke | 2,805                | EÜ Travniker Straße (B 6)         | EÜ Travniker Straße (B 6) |
| Abzweig geradeaus und von rechts | 3,000                | von Leipzig Hbf                   | von Leipzig Hbf           |
| Brücke | 3,140                | EÜ Linkelstraße                   | 126,55 m                  |
| Bahnhof | 3,200                | Leipzig-Wahren                    | Leipzig-Wahren            |
| Strecke |                      | nach Magdeburg                    | nach Magdeburg            |

Die Bahnstrecke Leipzig-Leutzsch–Leipzig-Wahren ist eine größtenteils zweigleisige, elektrifizierte Hauptbahn in Sachsen, die Teil des Leipziger Güterrings ist. Sie quert den nördlichen Leipziger Auwald und dient hauptsächlich der Abwicklung von Güterverkehr im Eisenbahnknoten Leipzig.

## Geschichte

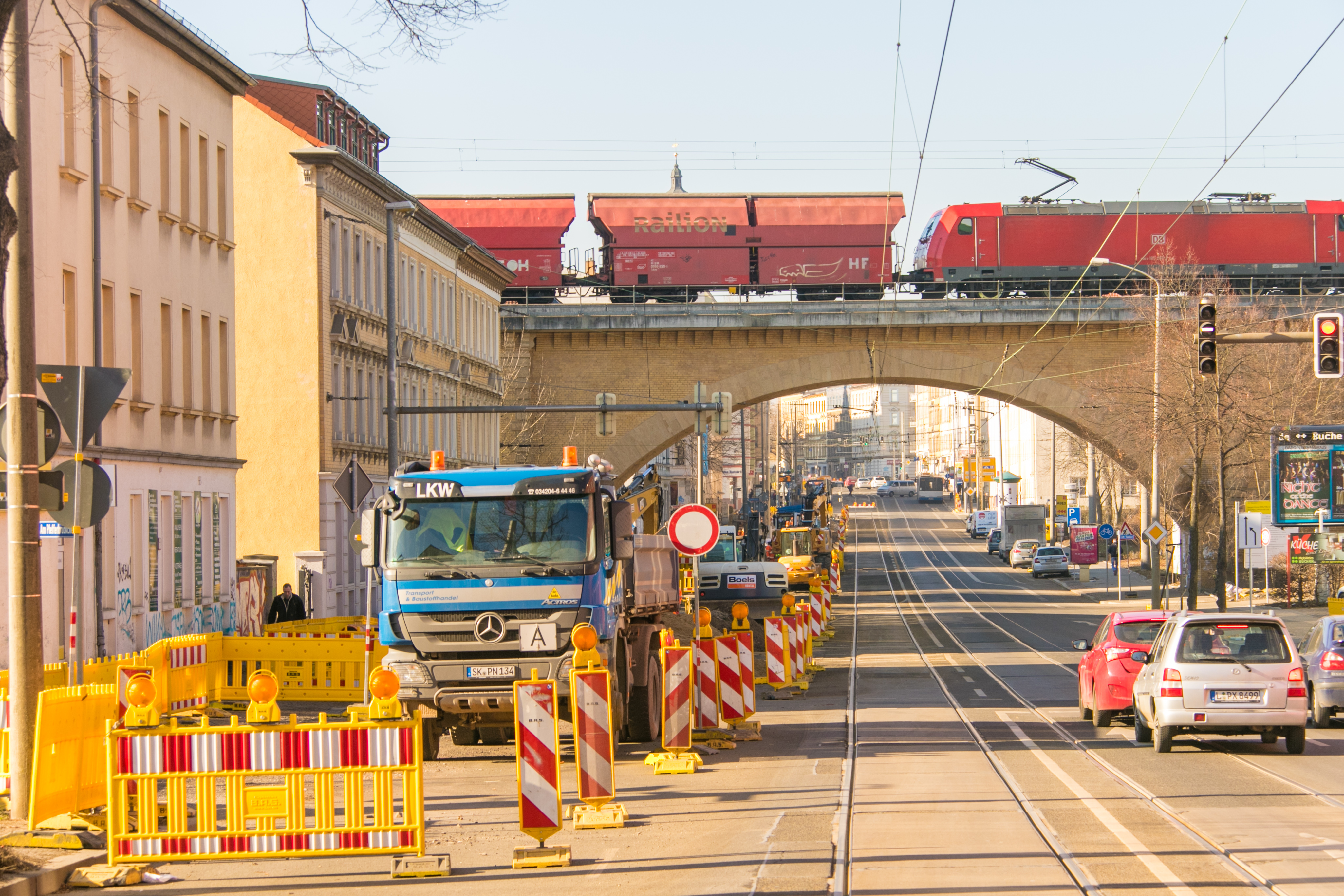
Viadukt Wahren

Die Strecke wurde von der Preußischen Staatsbahn im Zuge der Umgestaltung des Eisenbahnknotens Leipzig kurz nach 1900 erbaut. Der Bau der Strecke war notwendig geworden, da der Bahnhof Leipzig-Wahren den gesamten Güterverkehr von Thüringen und Magdeburg aufnehmen sollte. Züge aus oder in Richtung Großkorbetha und Zeitz konnten von nun an ohne Berührung der Innenstadt an Leipzig vorbei geleitet werden.
Das bedeutendste Ingenieurbauwerk auf der Strecke ist das 656 Meter lange Viadukt Wahren, welches aus gelbem Klinkermauerwerk errichtet wurde und insgesamt 26 Bögen aufweist. Auf dem Nordende des Viaduktes Wahren liegt die Abzweigstelle S. Hier zweigt die ebenfalls zweigleisige Strecke 6381 in Richtung Wiederitzsch ab. Die Strecke wurde am 9. April 1905 eröffnet.
Wie der gesamte Güterring ist sie für das Befahren mit Reisezügen zugelassen. Bei Bauarbeiten oder zur Vermeidung von Trassenkonflikten wurde sie in der Vergangenheit auch planmäßig dafür genutzt, beispielsweise beim Umbau des Bahnhofs Leipzig Hbf für die neue Einbindung der Strecken nach Erfurt, Berlin und Dresden zwischen 2014 und 2018. Die längere Strecke führt in Verbindung mit der geringeren Streckengeschwindigkeit jedoch zu Fahrzeitverlängerungen von über zehn Minuten. Die Strecke war jahrzehntelang durchgehend zweigleisig. Im Rahmen des Ausbaues der Strecke 6382 Leipzig-Wahren–Leipzig Hbf für die S-Bahn Halle–Leipzig wurden die letzten Meter auf dem Ostkopf des Bahnhofs Wahren zwischen den Weichen 89 und 92 mit dem Kreuzungen 90 und 91 zur Verringerung des Aufwandes auf eingleisigen Betrieb zurückgebaut. Die Strecke gehört zum Stellbereich der elektronischen Stellwerke Leipzig-Leutzsch und Leipzig-Wahren. Beide werden im Regelbetrieb aus der Betriebszentrale Leipzig bedient.